# Ashley Barnes
Ashley Luke Barnes, född 30 oktober 1989, är en engelsk fotbollsspelare (anfallare) som spelar för Burnley.

## Karriär
Den 17 maj 2023 värvades Barnes av Norwich City, där han skrev på ett tvåårskontrakt. Den 2 januari 2025 återvände Barnes till Burnley och skrev på ett halvårskontrakt med klubben.